# Chrysobothris nelsoni
Chrysobothris nelsoni är en skalbaggsart som beskrevs av Frederic Westcott och Alten 2006. Chrysobothris nelsoni ingår i släktet Chrysobothris och familjen praktbaggar. Inga underarter finns listade i Catalogue of Life.